# 阿讷兰
阿讷兰（法語：Annœullin，法語發音：[anølɛ̃]）是法国上法蘭西大區北部省的一个市镇，位于该省中部偏西南，属于里尔区和里尔欧洲都会区。

## 地理
阿讷兰（50°31'46"N, 2°55'58"E）面积9.01 平方千米，位于法国上法蘭西大區北部省，该省份为法国最北部的省份及最长的省份，西北濒北海，西接加来海峡省，南至埃纳省和索姆省，东与比利时接壤。
与阿讷兰接壤的市镇（或旧市镇、城区）包括：阿莱讷莱马赖、栋村、博万、卡尔南、卡尔万、普罗万、韦普地区桑甘。
阿讷兰的时区为UTC+01:00、UTC+02:00（夏令时）。

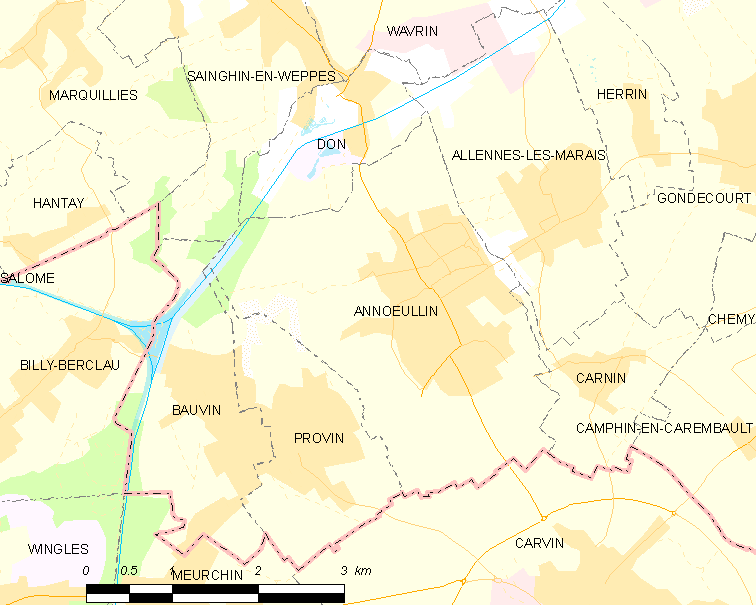
阿讷兰的OSM定位图

## 行政
阿讷兰的邮政编码为59112，INSEE市镇编码为59011。

## 政治
阿讷兰所属的省级选区为阿讷兰县。

## 人口

1962-2008年间阿讷兰人口变化图示

阿讷兰于2022年1月1日时的人口数量为10887人。